# Araneus caballo
Araneus caballo Levi, 1991 è un ragno appartenente alla famiglia Araneidae.

## Distribuzione
L'olotipo femminile è stato rinvenuto in una località del Messico: 11 km a sudovest di Filo de Caballo, nello stato sudoccidentale di Guerrero.

## Tassonomia
Non sono stati esaminati esemplari di questa specie dal 1991
Attualmente, a dicembre 2013, non sono note sottospecie